# Nosophora
Nosophora é um gênero de mariposa pertencente à família Crambidae.